# Regierung North

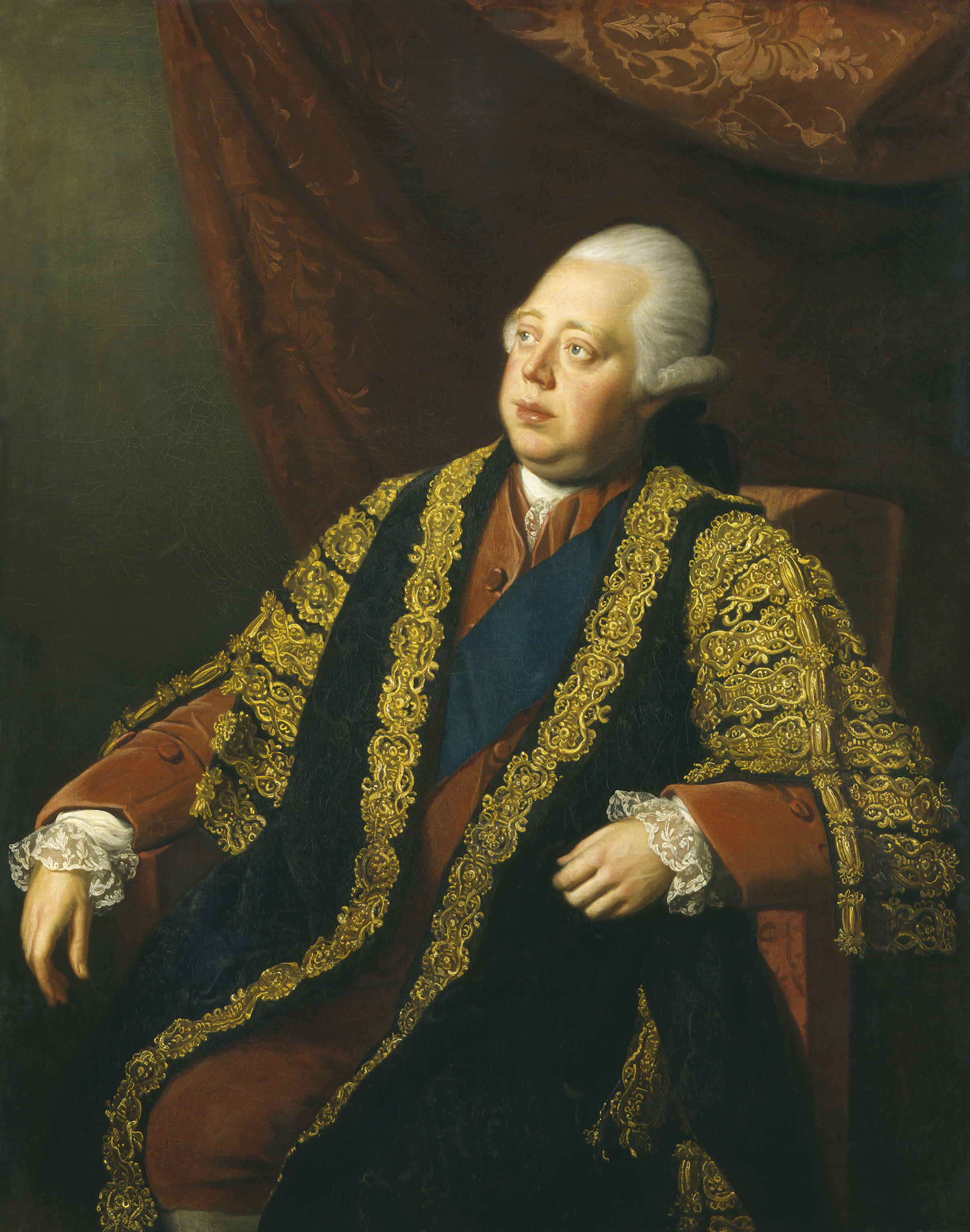
Frederick North, Lord North

Die Regierung Grafton war von 1770 bis 1782 die Regierung des Königreichs Großbritannien. Sie wurde am 28. Januar 1770 von Frederick North, Lord North gebildet und löste die Regierung Grafton ab. Sie blieb zum 22. März 1782 im Amt, woraufhin die Zweite Regierung Rockingham gebildet wurde.
Bei den Unterhauswahlen zwischen dem 16. März und dem 6. Mai 1768 traten die konservativen Tories unter der nunmehrigen Führung von Frederick North, Lord North an. Die liberalen Whigs wiederum waren gespalten, und zwar in die sogenannten „Rockingham Whigs“ (Rockinghamites) unter Henry Seymour Conway und William Dowdeswell und die „Grenville Whigs“ (Grenvillites) von George Grenville. Daneben kandidierte eine „Bedfordites“ genannte Gruppe unter Führung von Richard Rigby. Bei den Unterhauswahlen vom 5. September bis zum 10. November 1776 erhielten die Tories unter Lord North 343 der 558 Mandate im House of Commons, während die „wiedervereinigten“ Whigs von Henry Seymour Conway 215 Abgeordnete stellten. Bei den darauf folgenden Wahlen zum House of Commons zwischen dem 6. September und dem 18. Oktober 1780 kamen die Konservativen von Lord North auf 260 Mandate und Conways Liberale knapp dahinter auf 254 der 558 Sitze, während andere Kandidaten mit 44 Abgeordneten im Unterhaus vertreten waren.

## Kabinettsmitglieder
Dem Kabinett gehörten folgende Mitglieder an:
| Amt                              | Amtsinhaber | Beginn der Amtszeit                                                                           | Ende der Amtszeit                                                                          |
| -------------------------------- | --- | --------------------------------------------------------------------------------------------- | ------------------------------------------------------------------------------------------ |
| Erster Lord des Schatzamtes      | Frederick North, Lord North | 28. Januar 1770                                                                               | 22. März 1782                                                                              |
| Lordkanzler                      | Henry Bathurst, 1. Baron Apsley Edward Thurlow, 1. Baron Thurlow | 23. Januar 1771 3. Juni 1778                                                                  | 3. Juni 1778 22. März 1782                                                                 |
| Lordpräsident des Rates          | Granville Leveson-Gower, 2. Earl Gower Henry Bathurst, 2. Earl Bathurst | 28. Januar 1770 24. November 1779                                                             | 24. November 1779 22. März 1782                                                            |
| Lordsiegelbewahrer               | George Montagu-Dunk, 2. Earl of Halifax Henry Howard, 12. Earl of Suffolk Augustus FitzRoy, 3. Duke of Grafton William Legge, 2. Earl of Dartmouth                                                                                      | 28. Januar 1770 22. Januar 1771 12. Juni 1771 10. November 1775                               | 22. Januar 1771 12. Juni 1771 10. November 1775 22. März 1782                              |
| Schatzkanzler                    | Frederick North, Lord North | 28. Januar 1770                                                                               | 22. März 1782                                                                              |
| Oberhofmarschall                 | William Talbot, 1. Earl Talbot | 28. Januar 1770                                                                               | 22. März 1782                                                                              |
| Oberkammerherr                   | Francis Seymour-Conway, 1. Marquess of Hertford | 28. Januar 1770                                                                               | 22. März 1782                                                                              |
| Staatssekretär für den Norden    | William Nassau-de-Zuylestein, 4. Earl of Rochford John Montagu, 4. Earl of Sandwich George Montagu-Dunk, 2. Earl of Halifax Henry Howard, 12. Earl of Suffolk Thomas Thynne, 3. Viscount Weymouth David Murray, 7. Viscount of Stormont | 28. Januar 1770 19. Dezember 1770 12. Januar 1771 12. Juni 1771 7. März 1779 27. Oktober 1779 | 19. Dezember 1770 12. Januar 1771 6. Juni 1771 7. März 1779 27. Oktober 1779 22. März 1782 |
| Staatssekretär für den Süden     | Thomas Thynne, 3. Viscount Weymouth William Nassau-de-Zuylestein, 4. Earl of Rochford Thomas Thynne, 3. Viscount Weymouth Wills Hill, 1. Earl of Hillsborough                                                                           | 28. Januar 1770 19. Dezember 1770 9. November 1775 24. November 1779                          | 17. Dezember 1770 9. November 1775 24. November 1779 22. März 1782                         |
| Erster Lord der Admiralität      | Sir Edward Hawke John Montagu, 4. Earl of Sandwich | 28. Januar 1770 12. Januar 1771                                                               | 12. Januar 1771 19. März 1782                                                              |
| Kanzler des Herzogtums Lancaster | James Smith-Stanley, Lord Strange Thomas Villiers, 1. Earl of Clarendon | 28. Januar 1770 14. Juni 1771                                                                 | 14. Juni 1771 22. März 1782                                                                |
| Generalfeldzeugmeister           | George Townshend, 4. Viscount Townshend | 28. Oktober 1772                                                                              | 27. März 1782                                                                              |
| Staatssekretär für die Kolonien  | Wills Hill, 1. Earl of Hillsborough William Legge, 2. Earl of Dartmouth Lord George Germain | 28. Januar 1770 27. August 1772 25. Januar 1776                                               | 27. August 1772 25. Januar 1776 22. März 1782                                              |
| Lord Lieutenant of Ireland       | George Townshend, 4. Viscount Townshend Simon Harcourt, 1. Earl Harcourt John Hobart, 2. Earl of Buckinghamshire Frederick Howard, 5. Earl of Carlisle                                                                                  | 28. Januar 1770 30. November 1772 25. Januar 1777 23. Dezember 1780                           | 30. Oktober 1772 7. Dezember 1776 29. November 1780 22. März 1782                          |